# Seznam črnogorskih politikov
Seznam črnogorskih politikov.

## A
- Dritan Abazović
- Filip Adzić

## B
- Aleksa Backović?
- Filip Bajković
- Ljubomir Bakić
- Mitar Bakić
- Aleksa Bečić
- Vojislav Biljanović
- Predrag Bošković
- Risto Bošković
- Branka Bošnjak
- Milun Božović
- (Radoman Božović)
- Srđa Božović
- Todor Božović
- Vlado Božović
- Bracan Bracanović
- Ivan Brajović
- Jokaš (Jakša?) Brajović
- Radivoje (Rade) Brajović
- Jovanka Brinić
- Vojo Brinić
- Savo Brković
- Krsto Bulajić
- Žarko Bulajić
- Božidar Bulatović
- Momir Bulatović
- Pavle Bulatović
- Dragiša Burzan

## C
- Nikollë Camaj
- (Avro Cemović)
- (Marko Cemović)
- Momčilo Cemović
- (Panto Cemović)
- Novica Cerović
- Savo Cerović
- Stojan Cerović
- Obrad Cicmil

## Č
- Đuro Čagorović
- Pavle Čubrović
- Dobroslav "Toro" Čulafić

## Ć
- Jelena Ćetković
- Jovan Ćetković
- Vladimir Ćetković

## D
- Radoje Dakić
- Marko Daković
- Lazar Damjanović
- Goran Danilović
- Peko Dapčević
- Vlado Dapčević
- Srđan Darmanović
- Dobrilo Dedeić
- Emin Dobardžić
- Miloje Dobrašinović
- Milo Dožić
- Vuko Dragašević
- Spaso Drakić
- (Branko Drašković)
- Milivoje Drecun
- Sekula Drljević

## Đ
- Aleksa Đilas
- Milovan Đilas
- Dragiša Đokanović
- Jovan Đonović (1883-1967, ZDA)
- Blažo Đukanović
- Marko Đukanović
- Milo Đukanović
- Branko Đukić
- Čedomir Đuranović
- Veselin Đuranović
- Vlajko (Vladan) Đuranović
- (Blažo Đuričić)
- Nikola Đurković
- Danijela Đurović
- Dragan Đurović
- Dušan Đurović
- (Milinko Đurović)
- Mirčeta Đurović

## G
- Gojko Garčević
- Fatmir Gjeka (Đeka)
- Nik Gjeloshaj (Đeljošaj)
- Labud Gojnić
- Maida Gorčević
- Momir Grbović
- Vojin Guzina?

## F
- Hamdija Fetahović
- (Krsto Filipović)

## G
- Danilo Gatalo?

## H
- Rafet Husović

## I
- Dušan Ičević
- Olivera Injac
- Božina Ivanović
- Dragiša Ivanović
- Filip Ivanović
- Mihailo Ivanović
- Miroslav Ivanović
- Dušan Ivović

## J
- Nikola Janović
- Josif Jauković?
- Vojin Jauković
- Vladimir Joković
- Savo Joksimović
- Arso Jovanović
- Batrić Jovanović
- Blažo Jovanović
- Lidija Jovanović
- Vlado Jovanović
- Vukadin Jovanović
- (Pavle Jovičević)
- Radislav Jugović - Baka

## K
- Jovo Kapičić
- Novak Kilibarda
- Milan Knežević (politik)
- Miloš Komatina
- Radomir Komatina
- Petar Komnenić (1895-1957) Goli Otok "Petrova rupa"
- Radoje Kontić
- Momo Koprivica
- Branko Kostić
- Nikola Kovačević (1890-1967)
- Sava Kovačević
- Vjera Kovačević
- Ranko Krivokapić
- Zdravko Krivokapić
- Omer Kurpejović
- Dragan Kujović
- (Baca Kurti Gjokaj)
- Dragan Krapović
- Labud Kusovac

## L
- Vlado Lazarević
- Branko Lazović
- Danilo Lekić - Španac
- Miodrag Lekić
- Nikola Lekić
- Risto Lekić
- Božo Ljumović (1896-1986)
- Blažo Ljutica?
- Igor Lukšić

## M
- Dragiša Maksimović
- Jovan Mališić (ps. Martinović)
- Andrija Mandić
- Jovan Marinović (1908)
- Duško Marković
- Milorad Marković
- Stoja Marković
- Svetozar Marović
- Mitar Boškov Martinović
- Marko Mašanović
- Milo Matanović
- Marko Matković
- Đuro Medenica?
- Spasoje Medenica
- Danilo Mićunović
- Veljko Mićunović
- Vukašin Mićunović
- Vukosava Mićunović
- Lazar Mijušković
- Marko Milačić
- Arso Milatović
- Jakov Milatović
- Veljko Milatović
- Niko(la) Miljanić
- Mita Miljković
- (Borislav Milošević)
- (Sima Milošević)
- Danica Milutinović
- Đedo Milutinović Vukalica
- Ivan Milutinović
- Iko (Ilija) Mirković
- Andrija Mugoša
- Dušan Mugoša
- Špiro Mugoša
- Adolf Muk - Levi

## N
- Radojica Nenezić?
- Božo Nikolić (bokeljski Hrvat)
- Vojin Nikolić

## O
- Marko Orlandić

## P
- Đorđije "Đoko/Đoka" Pajković
- Milica Pajković
- Darko Pajović
- Antonije Pantović
- Radovan Pantović
- Niko Pavić
- Branko Pavičević (1922-2012) (zgodovinar, akademik-1. predsednik CANU)
- Ivan "Ivo" Pavićević
- Mišo Pavičević
- Srđan Pavićević
- Zoran Pažin
- Milica Pejanović Đurišić
- Andrija Pejović
- Pavle Pekić
- Branko Perović
- Miladin Perović
- (Mileta Perović)?
- Puniša Perović
- Slavko Perović
- Vesna Perović
- Mile Peruničić
- Dragiša Pešić
- (Milorad Pešić)
- Branko Petričević
- Božo Petrović-Njegoš
- Danilo (I)I. Petrović Njegoš
- Đorđije Petrović-Njegoš
- Mirko Petrović-Njegoš
- Nikola I Petrović Njegoš
- Pero Tomov Petrović-Njegoš
- Petar I Petrović Njegoš
- Petar II Petrović Njegoš
- Šako Petrović-Njegoš
- Jovan (Simonov) Plamenac
- Petar Plamenac
- Krsto Popivoda
- Andrija Popović
- Evgenije Popović
- Jovo Popović
- Krsto Popović
- (Miladin Popović)
- Risto Popović
- (Vladimir Popović)
- Zdenka Popović

## R
- (Puniša Račić)
- (Blažo Radonjić)
- Dragan Radonjić
- Vuko(laj) Radonjić
- (Amfilohije Radović)
- Andrija Radović
- Joksim Radović
- prota Jovan Radović
- Miljan Radović
- Miloš Radović
- Radomir Radović
- Vuko Radović (slikar)
- Đorđe Radulović
- Marko Radulović
- Miloš Radulović
- Darko Radunović
- Ljiljana Raičević
- Vlado Raičević
- Žarko Rakčević
- Rifat Rastoder
- Miloš Rašović
- Vladimir Rolović

## S
- Nikola Samardžić
- Duško Sekulić
- Milutin Simović
- Slobodan Simović
- Milojko Spajić
- Aleksandar Stijović
- Tamara Srzentić
- Vojislav "Vojo" Srzentić
- Aleksandar D. Stamatović
- Drago Stojović
- Vlado Strugar (1920)

## Š
- Danilo Šaranović
- Dragoslav Šćekić
- Vladimir Šćekić
- Jefto Šćepanović
- Mijuško Šibalić
- Nikola Škerović
- Velizar Škerović
- Luiđ Škrelja
- Branislav Šoškić
- Budislav Šoškić
- Željko Šturanović

## T
- Milutin Tanjević
- Lazar Tomanović
- Jovan Tomašević
- Svetozar Tomić

## V
- Mirko Vešović
- Mihailo Vicković
- Alviz Visković
- Miodrag Vlahović
- Veljko Vlahović
- Lujo Vojnović
- Mirko Vranješ
- Milo Vrbica
- Drago Vučinić
- Marija Vučinović
- Marko Vujačić
- Filip Vujanović
- Jovo Vujošević
- Ivan Vujović
- Vuko Vukadinović
- Milan Vukasović
- Dragan K. Vukčević
- Ljubo Vukčević
- Risto Vukčević
- Svetozar Vukmanović
- Radomir Vukosavović
- Stevo (Petrović) Vukotić
- Janko (Stankov) Vukotić
- Veselin Vukotić
- Ivan Vuković
- Janko Vukotić
- (Petar Vukotić)
- Gavro Vuković
- Ivan Vuković
- Novica Vuković
- Velisav Vuksanović
- Draginja Vuksanović-Stanković

## Z
- Veljko Zeković
- Mihailo Zvicer

## Ž
- Gojko Žarković
- Vidoje Žarković
- Danijel Živković
- Zoran Žižić